# خانه سیفی
خانه سیفی مربوط به اواخر دوره قاجار است و در همدان، خیابان نظر بیگ، محله جولان واقع شده و این اثر در تاریخ ۲۲ مرداد ۱۳۸۴ با شمارهٔ ثبت ۱۳۰۳۹ به‌عنوان یکی از آثار ملی ایران به ثبت رسیده است.